# 大鳥方言・三面方言
大鳥方言・三面方言（おおとりほうげん・みおもてほうげん）では山形県鶴岡市大字大鳥および新潟県村上市三面地区（通称「奥三面」）で話される日本語の方言について記述する。両地区は朝日山地を挟んで隣接した険しい山中の地区だが、方言は共通の特徴をもち、周囲とは異なった言語島となっている。なお奥三面は奥三面ダムの建設により住民が集団移転しており、現在は無人である。

## 音韻・音声
大鳥方言では、東北方言一般とは異なり、母音/i/は東京方言の/i/とほぼ同じ、前寄りの[i]である。またズ/zu/とジ/zi/、ツ/cu/とチ/ci/は区別され、いわゆるズーズー弁ではない。柴田武によると、/u/は東京方言よりもかなり広く、中舌化の傾向があり、/o/は東京方言よりも奥で、/e/は東京方言よりもかなり狭く基本母音の[e]に近いという。
大鳥方言では、オ列「開合」の区別がある。すなわち、現代共通語で/oo/と発音するもののうち、中世の京都で/ɔɔ/であったもの（開音）を/oo/とするのに対し、/oo/であったもの（合音）を/uu/とする。例えば、「塔」はトー/too/だが「十」はトゥー/tuu/である。同じ対応は九州方言にもみられる。また新潟県の中越方言では開音が/ɔɔ/、合音が/oo/となっており、柴田はそこからɔɔ>oo、oo>uuの変化があったと説明している。
また上記にも一部例がある通り、大鳥方言には、/tu/、/du/、/di/の音節がある。このうち/tu/、/du/は普通、長音として現れる（例：[haduː]「鳩」）。また/di/は[diː]（下座敷）、[çiː ̃di]（一日）という限られた語にしか現れず、/ti/を含む語は見つかっていない。大鳥方言には/cu/[tsu]、/zu/[zu]、/ci/[tʃi]、/zi/[ʒi]もあり、区別されている。
大鳥方言では東北方言一般と同じく、語中のk、tは有声化が起きる。また語中の濁音に入り渡りの鼻音がある。

## アクセント
柴田武によると、大鳥方言の2拍名詞のアクセントには、/○○/、/「○○/、/○「○/の3つの型が認められる。/○○/型は上昇する部分がなく、第2拍の後または第1拍の後で下降する（[○○ꜜ]または[○ꜜ○]）。/「○○/型は必ず高く始まり、第1拍の後で下降する（[ꜛ○ꜜ○]）。/○「○/型は、第2拍の前で上昇し、第2拍の後で下降する（[○ꜛ○ꜜ]）。類との対応で言えば、第1類は/○○/型、第2類は/「○○/型、第3類は/○「○/型で、第4類と第5類のうち最終母音が狭母音（i、u）のものは/「○○/型、非狭母音のものは/○「○/型である。第2類が頭高型となる点は、これが平板（低平）型となる他の北奥羽方言と異なる。2拍名詞の類の統合の仕方は、1／2／3／4・5という、東日本では他に例のない形となっていることになる。一方で柴田より30年ほど後の上野善道による調査では、第2類は/○○/型であり、他の北奥羽方言と同じく1・2／3／4・5であった。
また平山輝男によると、奥三面では、1拍名詞はアクセント型の区別がない一型であるが、2拍名詞には平板・尾高・頭高の3種類の型がある。平板型の語は、ときに第1拍をやや高めに言うことがあるという。奥三面でも頭高型に「石・音」などの第2類の語が属するが、同じ第2類でも「町・歌」のように尾高型の語もある。動詞や形容詞のアクセントは一型だという。